# Theonella conica
Theonella conica är en svampdjursart som först beskrevs av Kieschnick 1896.  Theonella conica ingår i släktet Theonella och familjen Theonellidae. Inga underarter finns listade i Catalogue of Life.